# Mary Basset
Mary Basset, nata Mary Roper e nota anche come Mary Clarke (1523 – Londra, 20 marzo 1572) è stata una letterata e traduttrice inglese.
Fu l'unica donna inglese le cui opere vennero pubblicate durante il regno di Maria I d'Inghilterra.

## Biografia
Figlia di William e Margaret Roper, e nipote in linea materna di Tommaso Moro, Mary Basset ricevette un'educazione particolarmente avanzata per una giovane donna dell'epoca e tra i suoi tutori vi fu anche John Christopherson, cappellano personale di Maria Tudor. Dopo un primo matrimonio con Stephen Clarke, terminato con la morte dell'uomo, nel 1556 si risposò con James Basset.
Tra il 1544 e il 1553 Mary Basset realizzò la prima traduzione inglese dal greco della Storia ecclesiastica di Eusebio di Cesarea; tradusse anche il primo libro dell'opera in latino. Corredò la sua traduzione con un accurato commento che rivela la grande erudizione della donna, capace di correggere le inesattezze storiografiche di Eusebio. Nel 1560 tradusse il De tristia Christi di Tommaso Moro in inglese e lo storico Nicholas Harpsfield riporta che Basset realizzò anche delle traduzioni dell'Apologia di Socrate e degli scritti teologici e storiografici di Teodoreto di Cirro, Sozomeno e Evagrio Scolastico, anche se nessuna di queste traduzioni è sopravvissuta. Profondamente cattolica, gli scritti di Mary Basset mostrano una profonda conoscenza dei dibattiti teologici dell'epoca.
Morì a Londra nel 1576, all'età di quarantanove anni.